# Meded
Die Meded (auch Mededet oder Mdyy) waren Nomaden, die mehrmals in nubischen Inschriften genannt werden und möglicherweise immer wieder für Probleme sorgten. 
In den Annalen des Arikamaninote (etwa 5. Jahrhundert v. Chr.) berichtet dieser König, dass er in seinem zweiten Regierungsjahr nach Krtn (wohl Kurti) kam. Als er in seinem dortigen Palast war, kamen die westlichen Nomaden, mit Namen Meded, griffen die Stadt an und flohen, als sie den König sahen. 
Harsijotef (etwa 4. Jahrhundert v. Chr.) berichtet von Kämpfen in seinem dritten, fünften und sechsten Regierungsjahr gegen die Rebellen der Meded, bei denen es sich sicherlich um dieselben Nomaden handelt. Sie sollen drei Städte in einer Anreware genannten Region verwüstet haben.
Wohl zuletzt werden sie als Mdyy in einer Inschrift des Nastasen (etwa 4. Jahrhundert v. Chr.) genannt, in der berichtet wird, dass sie den Tempel des Aspelta in Kawa geplündert haben.
Die Forschung ging bisher versuchsweise davon aus, sie mit den Bedscha zu identifizieren. Die Meded werden aber ausdrücklich als westliche Nomaden bezeichnet, während die Bedscha in der Ostwüste lebten. Es ist deshalb wahrscheinlicher, dass sie eine eigenständige Volksgruppe waren. Nahe bei Kurti konnte in den letzten Jahren (bei Gireid-Fuweik) ein großer Friedhof identifiziert werden. Dieser könnte mit den Meded, die nach Aussage der Texte nahe bei Kurti lebten, in Verbindung stehen, deren Hauptfriedhof sein und deren Siedlungsgebiet markieren.